# بازرس (نمایشنامه)
بازرس (به روسی: Ревизор) نام نمایشنامه‌ای است که توسط نیکلای گوگول، نویسندهٔ اهل روسیه در سال ۱۸۳۶ نوشته شده‌است. این کتاب یکی از آثار مشهور ادبی جهان است.

## ترجمهٔ فارسی
این کتاب با ترجمهٔ آبتین گلکار توسط انتشارات هرمس در ایران منتشر شده‌است.